# Seán T. O'Kelly
Seán Thomas O'Kelly (em irlandês: Seán Tomás Ó Ceallaigh; 25 de Agosto de 1882 — 23 de Novembro de 1966) foi o segundo Presidente da República da Irlanda (1945-1959). Ele foi membro do Dáil Éireann a partir de 1918 até à sua eleição como Presidente. Durante este período, actuou como Ministro da Administração Local (1932-1939) e Ministro das Finanças (1939-1945). O'Kelly actuou como Vice-Presidente do Conselho Executivo, de 1932 até 1937, e foi o primeiro Tánaiste, de 1937 até 1945.